# Gonatocerini
Die Gonatocerini sind eine Tribus der Zwergwespen (Mymaridae) aus der Überfamilie der Erzwespen (Chalcidoidea). Bis 2015 waren die mehr als 400 Arten der Gonatocerini in einer einzigen Gattung Gonatocerus vereint. Diese wurde 2015 von John T. Huber in 14 Gattungen unterteilt. Die Gonatocerini mit der Gattung Gonatocerus waren schon im Jahr 1904 von William Harris Ashmead beschrieben worden, hatten aber bis auf Gonatocerus eine ganz andere Gattungszusammensetzung.

## Beschreibung
Alle Vertreter der Gonatocerini haben schmale, gestielte Flügel, die an den Rändern bewimpert sind. Die Vorderflügel sind sehr schmal. Die Aderung der Flügel ist wie bei allen Erzwespen stark reduziert. Die Gonatocerini haben nur je eine Ader auf dem vorderen Rand der beiden Vorder- und Hinterflügel, die Marginalader. Sie erstreckt sich als Submarginalvene vom Flügelansatz bis zum chitinisierten Teil am Vorderrand des Flügels, der die eigentliche Marginalader bildet, an deren distalen Ende lange, starke Macrochaeten sitzen. Die Microchaeten entspringen ungefähr in der Mitte zwischen den beiden Macrochaeten. Bei den anderen Triben der Zwergwespen sitzen die Microchaeten in der Nähe der proximalen Macrochaeten.
Die  Endglieder der Antennen sind meistens keulenförmig verdickt und damit ebenfalls ein Erkennungsmerkmal. Die Antennen der Weibchen sind achtgliedrig (bei manchen Gattungen siebengliedrig), die der Männchen elfgliedrig. Die Tarsen besitzen stets fünf Glieder, bei den restlichen Zwergwespen kommen auch vier- und dreigliedrige Tarsen vor.

## Lebensweise
Die Arten der Gonatocerini legen ihre Eier in die Eier anderer Insekten, vorwiegend Hemiptera, von denen sich die Larven während ihrer Entwicklung ernähren. Sie spielen daher in der biologischen Schädlingsbekämpfung eine wichtige Rolle. Die Weibchen von Cosmocomoidea triguttata legen beispielsweise ihre Eier in jene der Zwergzikade Homalodisca vitripennis, die beim Saugen von Pflanzensäften das Bakterium Xylella fastidiosa in das Xylem von Weinreben übertragen kann und damit die Weinkulturen schädigt.

## Gattungen
Es stehen nun 14 Gattungen in der Tribus Gonatocerini:
- Archigonatocerus (fossil)
- Cosmocomoidea
- Cosmocomopsis
- Gahanopsis
- Gastrogonatocerus
- Gonatocerus (im engeren Sinn)
- Heptagonatocerus
- Krateriske
- Lymaenon
- Octomicromeris
- Progonatocerus
- Tanyxiphium
- Yoshimotoana
- Zeyanus